# Xanthorhoe ascriptaria
Xanthorhoe ascriptaria là một loài bướm đêm trong họ Geometridae.